# Kseniya Sadouskaya
Kseniya Sadouskaya (Wit-Russisch: Ксенія Садоўская, 17 maart 1991 ) is een Wit-Russisch langebaanschaatsster.
In 2018 nam ze deel aan de Olympische Winterspelen in Pyeongchang, op de 500 meter langebaanschaatsen.

## Persoonlijke records[4]
| Afstand    | Tijd    | Datum            | Baan           |
| ---------- | ------- | ---------------- | -------------- |
| 500 meter  | 38,89   | 8 december 2017  | Salt Lake City |
| 1000 meter | 1.19,57 | 18 november 2017 | Calgary        |
| 1500 meter | 2.04,64 | 7 november 2015  | Calgary        |
| 3000 meter | 4.41,52 | 28 november 2015 | Minsk          |
| 5000 meter | 8.21,63 | 20 maart 2010    | Minsk          |

## Resultaten
| Jaar | WK Sprint                | Olympische Spelen | WK Junioren             |
| ---- | ------------------------ | ----------------- | ----------------------- |
| 2010 |                          |                   | NC24 (10e, 32e, 18e, -) |
|      |                          |                   |                         |
| 2015 | 24e (27e, 23e, 24e, 24e) |                   |                         |
| 2016 | NC27 (27e, 28e, 27e, -)  |                   |                         |
|      |                          |                   |                         |
| 2018 |                          | 30e 500m          |                         |

(#, #, #, #) = afstandspositie op sprinttoernooi (500m, 1000m, 500m, 1000m) of op juniorentoernooi (500m, 1500m, 1000m, 3000m).
NC24 = niet gekwalificeerd voor de laatste afstand, maar wel als 24e geklasseerd in de eindrangschikking